# Skoworodino
Skoworodino (ros. Сковородино) – miasto w obwodzie amurskim w Rosji, położone około 670 km na północny zachód od Błagowieszczeńska, nad rzeką Bolszoj Newer, będącej dopływem Amuru.
W 1989 roku ludność miasta wynosiła 13 824 mieszkańców, w 2002 roku 10 566, a szacunkowa liczba ludności w 2005 roku wynosiła 10 100 mieszkańców.

## Historia
Skoworodino założone zostało w 1908 roku, pod nazwą Zmeiny (ros. Змеи́ный), podczas budowy kolei transsyberyjskiej. Niedługo potem, zostało przemianowane na Newer-I (ros. Невер-I). W 1911 roku, nazwa miejscowości została ponownie zmieniona na Ruchlowo (ros. Рухлово). W 1927 miejscowość uzyskała status miasta. W 1938 zmieniono nazwę miasta na obecną, upamiętniającą A. N. Skoworodina.